# Lee Eastman
Lee Eastman, nascido Leopold Vail Epstein (12 de janeiro de 1910 – 30 de julho de 1991) foi um advogado e colecionador de arte americano, relacionado à indústria do entretenimento de Nova York. Era filho de Louis (nascido na Rússia em 1887 e que imigrou para os Estados Unidos em 1906) e Stella (Freyer) Epstein. Tinha duas irmãs: Emmaline e Rose. Ele casou-se com Louise Lindner, filha de um proeminente executivo de uma loja de departamentos de Cleveland; eles tiveram quatro filhos, incluindo John Eastman e Linda McCartney, a primeira esposa do ex-beatle Paul McCartney. Eastman tornou-se o gerente da carreira de McCartney pouco antes da separação dos Beatles, enquanto seu filho John advogou para McCartney durante o longo processo iniciado em 1970 para dissolver legalmente a banda. Ele é o avô materno da ceramista Heather McCartney, da fotógrafa Mary McCartney, da estilista Stella McCartney, e do músico e escultor James Louis McCartney. Eastman também foi advogado e amigo de longa data do pintor expressionista abstrato Willem de Kooning.

## Envolvimento com a Apple
Quando o conglomerado dos Beatles, a Apple Corps, que detinha dentre outras empresas a Apple Records, estava com dificuldades gerenciais no início de 1969, Eastman e Allen Klein foram ambos considerados para tomar as rédeas da companhia e da carreira da banda. John Lennon favorecia a Klein. Lennon disse que se impressionou ao ver que Klein conhecia suas letras e as entendia e que Klein era muito inteligente. George Harrison e Ringo Starr também optaram por Klein, embora Lennon tenha dito em 1970 que manobrou a presença de Klein rumo à Apple. McCartney queria Eastman, mas perdeu a votação por 3 a 1. Por um breve período, Klein gerenciou a Apple e as carreiras pessoais de Lennon, Harrison e Starr enquanto  Eastman era o conselheiro corporativo e gerenciava a carreira de McCartney. A combinação com Klein e Eastman não funcionou e após uma reunião conflituosa, Eastman deixou a companhia. Discordâncias subsequentes sobre decisões feitas por Klein e os demais Beatles levaram  McCartney—representado por Eastman— a processá-los para encerrar o vínculo contratual e de parceria com a banda, no que ele veio posteriormente a ter sucesso.
Klein fez alguns acordos bem-sucedidos com os Beatles e durante seu período fizeram mais dinheiro do que durante o longo período com Brian Epstein. Lennon, Harrison e Starr mais tarde vieram a se desentender com Klein: após uma série de processos de uns contra os outros, Klein deixou a Apple com uma aquisição multimilionária.

## Gerenciando a carreira de McCartney
Eastman e seu filho gerenciaram com sucesso a carreira-solo de McCartney, tornando-o o mais rico dos ex-Beatles. Em 1984, McCartney citou um exemplo de conselho que recebeu de Eastman:
A publicação de músicas que são minhas é [um tema] fabuloso. Lindo. Eu devo tudo isso ao pai de Linda e o irmão dela, John. O pai de Linda é uma grande mente dos negócios. Ele me disse, 'se você vai investir, faça-o em algo que você conheça. Se você investir em montar computadores ou algo assim, poderá perder uma fortuna. Por que não seria em música? Fique na música.' Eu disse, 'sim, farei isso.' Então ele me perguntou qual tipo de música. E o primeiro nome que eu disse foi Buddy Holly. Lee foi ao homem que detinha os direitos sobre a música de Buddy Holly e os comprou para mim. E assim eu entrei no negócio de publicação de músicas."
Os investimentos de McCartney em publicação de música pagaram-se completamente. Em 1984, ele estimou que metade de sua renda viesse de gravações e a outra metade, de seu negócio de publicação de músicas.